# Astragalus bicristatus
Astragalus bicristatus är en ärtväxtart som beskrevs av Asa Gray. Astragalus bicristatus ingår i släktet vedlar, och familjen ärtväxter. Inga underarter finns listade i Catalogue of Life.